# イトシコイシ君恋シ
「イトシコイシ君恋シ」（イトシコイシきみこいシ）は、THE HOOPERSのデビューシングル。2015年3月4日にユニバーサルシグマから発売された。

## 内容
- 初回盤A（CD+DVD）、初回盤B（CD+DVD）、初回盤C（CD+写真集）、通常盤（CD Bonus Track付）の計4種発売。
- アニメイト限定特典として秋赤音がメンバーをイラストしたポストカードがついている。[1]。

## 収録曲

### 全種共通
全編曲：KUME.
1. イトシコイシ君恋シ
  - 作詞：前田たかひろ、作曲：大島こうすけ、
2. 未完成な地図
  - 作詞・作曲：TAMATE BOX（UNIST）、編曲：KUME.
3. イトシコイシ君恋シ (Instrumental)
4. 未完成な地図 (Instrumental)

### 初回盤A
DVD
1. イトシコイシ君恋シ（Music Video）
2. イトシコイシ君恋シ（Music Video Making）

### 初回盤B
DVD
1. THE HOOPERS デビュー・ティーザー・フィルム
2. THE HOOPERS サプライズ”デビュー”発表ドキュメント
3. イトシコイシ君恋シ（Dance Shot ver.）

### 初回盤C
写真集

### 通常盤
1. からくりピエロ (Bonus Track)
  - 作詞・作曲：40mP